# 进贤增五
室女座ψ，又名BD-08 3449，HD 112142、SAO 139033、HR 4902，是室女座的一颗恒星，视星等为4.79，位于銀經304.14，銀緯53.33，其B1900.0坐标为赤經12h 49m 9.1s，赤緯-8° 53.33′ 45″。